# ساشا أفراموفيتش
ساشا أفراموفيتش (بالصربية: Саша Аврамовић) مواليد 16 يناير 1993 في تشاتشاك، صربيا والجبل الأسود، هو لاعب كرة سلة صربي. بدأ مسيرته الاحترافية في سنة 2010. يبلغ طوله 6 قدم 4 بوصة (1.9 م). لعب مع نادي ميغا لكرة السلة في الدوري الصربي لكرة السلة.

## الميداليات
| الميدالية | المسابقة                              |
| --------- | ------------------------------------- |
| ذهبية     | الألعاب الأولمبية الصيفية للشباب 2010 |

## روابط خارجية
- ساشا أفراموفيتش على موقع الاتحاد الدولي لكرة السلة (الإنجليزية)
- ساشا أفراموفيتش على موقع كرة السلة الأوروبية.كوم (الإنجليزية)
- ساشا أفراموفيتش على موقع ريلجم (الإنجليزية)
- ساشا أفراموفيتش على موقع بروبوليرز (الإنجليزية)
- ساشا أفراموفيتش على موقع أوليمبيديا (الإنجليزية)